# 南孚电池
福建南平南孚电池有限公司，成立于1988年，前身为1954年建立的南平电池厂。2014年，南孚是中国第一、亚洲第三及全球第五大电池制造商。

## 历史
1954年，福州电池厂成立。1965年，成立迁至南平并成立南平电池厂。
1988年，南平电池厂、香港华润集团百孚有限公司、中国出口商品基地建设福建分公司、兴业银行合资成立福建南平南孚电池有限公司。
2003年吉列公司控股南孚电池。2005年吉列被宝洁收购，宝洁成为南孚电池的大股东。
2014年11月13日，鼎晖投资购买了南孚约80%股份。
2018年获“中国500最具价值品牌”称号。